# All Inclusive (2023)
All Inclusive ist ein deutscher Dokumentarfilm unter der Regie von Thorsten Ernst und Tobias Lickes aus dem Jahr 2023. Filmstart war am 8. Juni 2023.

## Handlung
Die Dokumentation zeigt das Leben von Special Olympics Athletinnen und Athleten mit geistiger Behinderung in den Bereichen Sport und Alltag: 
- Tennisspieler Timo Hampel aus Hamburg,
- Volleyballspielerin Uyangalyankhua Batsukh aus Chowd in der Mongolei,
- Fußballspielerin Marystellah Asikoyo Ndolwa aus Nairobi, Kenia, und
- Segler Toivo Mikko aus Lahti, Finnland.

Alle vier streben die Teilnahme an den Special Olympics World Summer Games 2023 an. Gezeigt werden die Bewältigung von Alltagsproblemen und das Leben im Familienkreis. Anschließend werden ähnliche Themen im Leben eines anderen Athleten oder einer Athletin dem Gesehenen gegenübergestellt. Die Unterschiedlichkeit der Lebenswirklichkeiten, aber auch der Organisationsstrukturen von Land zu Land, führen zu verschiedenen Problemen bei den vier Protagonisten. Auch die Lösungsansätze decken sich nicht. Alle vier jedoch teilen die Erfahrung von Ausgrenzung und Mobbing.

## Produktion

### Filmstab
Regie führten Thorsten Ernst und Tobias Lickes, die zusammen mit Gordon Volk und Malte Nieschalk auch das Drehbuch schrieben. Die Kameraführung lag in den Händen von Malte Nieschalk und Gordon Volk. Die Musik komponierten Carsten „Erobique“ Meyer und Paul Speckmann in Zusammenarbeit mit dem inklusiven Netzwerk barner 16 und für den Filmschnitt war Christoph Senn verantwortlich.

### Produktion und Förderungen
Um Zugang zu zwei Protagonistinnen und zwei Protagonisten für den Film zu bekommen, schrieben die Filmemacher an nationale Verbände von Special Olympics in verschiedenen Ländern und schalteten Anzeigen in Zeitungen. Auf solch eine Anzeige meldete sich der Tennisspieler Timo Hampel, der Special Olympics Deutschland bei den Special Olympics World Summer Games 2023 in Berlin vertritt und im Film zu sehen ist. Produktionsfirma war die Kloos & Co. Medien GmbH, Berlin.
Gefördert wurde der Film unter anderem von der FFA, dem MBB, dem DFFF und der MOIN Filmförderung Hamburg Schleswig-Holstein.

### Dreharbeiten und Veröffentlichung
Die Arbeiten am Film erstreckte sich über die Jahre 2020 bis 2023. Er ist im Verleih von Rise and Shine Cinema.

## Rezeption

### Auszeichnungen und Nominierungen
Der Film erhielt von der Deutschen Film- und Medienbewertung (FBW) das Prädikat Besonders Wertvoll.

### Kritik
Das Lexikon des internationalen Films gibt zweieinhalb von fünf Sternen und bemängelt, dass der Film „in seinem positiven Anliegen […] ein wenig unterkomplex [bleibt], da er die Widersprüche der Inklusion nicht zum Thema macht.“